# Аш (місто)
Аш (чеськ. Aš, нім. Asch) — найзахідніше місто в Чехії. Розташоване на кордоні з Німеччиною, у Карловарському краї, в окрузі Хеб.

## Назва
В історичних документах Аш також називається Ascha, Asche, але перше записане ім'я — Aska. Назва міста походить від німецької назви риби харіуса (нім. Die Äsche), яка з'являється в символі міста. Іноді помилково вважають, що назва походить від німецького слова Asche, що означає попіл. Німецькою мовою назва має форму Asch. Використовувалася як офіційна до кінця Другої світової війни, згодом — паралельно з чеської версією Аш. У Німеччині варіант Asch використовується донині (наприклад, на дорожніх інформаційних знаках). 
Після виселення німців з Чехословаччини було вирішено перейменувати муніципалітети з німецькими назвами. Пропозиція назвати місто Дукла не реалізувалась, і в кінцевому варіанті назва міста залишилась Аш.

## Історія
До 1000 року аська територія належала так званому regia Slavorum (що в перекладі з латини означає: Земля слов'ян). Аш, ймовірно, був заснований в XI або XII столітті.
У 1270 аська церква отримала орден німецьких лицарів. Це перша писемна згадка про Аш. Саме місто в історичних джерелах згадується трохи пізніше, у 1281. У 1331 Аш і Селб були зупинені царем Іоаном Люксембурзьким.

### XX століття
У 1904 в Аші була створена професійна текстильна школа. У 1924 в місті було більше, ніж 120 ткацьких фабрик, 13 фарбувалень. Аш став потужним промисловим центром. Аські фабрики підтримували Конрада Генляйна, що призвело до зміцнення його Судето-німецької партії і захоплення влади в окрузі. Після з'їзду партії 5 травня 1938, в якому взяла участь 21 тисяча членів, чеські жителі почали залишати місто. Місцеві нацисти поступово забирали владу у всьому  районі, тому Аш був зайнятий підрозділами фрайкору і де-факто приєднаний до Третього Рейху ще до підписання Мюнхенської угоди, в ніч з 21 на 22 вересня 1938. Чеські поліцейські були роззброєні і разом з чеськими чиновниками і німецькими антифашистами доставлені в Бад-Ельстер. 3 жовтня 1938 в місто увійшли війська Вермахту, а через кілька годин і сам Адольф Гітлер. 

#### Друга світова війна і повоєнні роки
Під час Другої світової війни ситуація в усій області значно погіршилася. Текстильне виробництво зменшилось через втрату населення, і німецька влада поступово припинила нове будівництво в місті. 
20 квітня 1945 місто звільнене. Незважаючи на те, що деякі заводи були передані державі або в руки нових чеських поселенців, неможливо було підтримати всі заводи в експлуатації. Реорганізація текстильних фабрик в Аші тривала до 50-х років XX століття.
У 1960 євангельська церква, найцінніша архітектурна пам'ятка міста, була зруйнована вогнем. Протягом 60 років в Аші знесено велику кількість старих будинків, які замінені панельними. У той час населення  перестало скорочуватися, в 1970 в Аші вже проживало 11 620 чоловік. Протягом 70-х і 80-х років місто збагачене великою кількістю нових будинків, але також відремонтовані і старі споруди. З'явились магазини, спортзали, новий залізничний вокзал.
Падіння комуністичного режиму в 1989 також означало закінчення текстильної ери міста Аш. У 90-ті роки поступово зникають всі місцеві заводи. Від повного банкрутства Аш врятувало відкриття прикордонного переходу в Німеччину. Був побудований новий митний комплекс, в якому розташовуватися як чеські, так і німецькі прикордонники. 
Аш поступово ставав цікавим туристичним місцем, куди їздило багато німців.

### XXI століття
XXI століття ознаменувало нову будівельну еру міста. У центрі Аша з'явилося багато сучасних поліфункціональних будинків. У період з 2004 по 2009 місто пройшло п'ять етапів реконструкції дорожньої і паркувальної інфраструктури. Побудований торгово-розважальний центр. У 2003 будівля старої ратуші  повністю реконструйована, і туди згодом переїхала міська адміністрація. Також побудований пам'ятник  євангельській церкві, що згоріла, поруч з якою стоїть єдиний пам'ятник Мартіну Лютеру в Чехії. Був змінений парк навколо історичної оглядової вежі, а також інші міські парки. Маленькі магазини замінили супермаркетами. У 2008—2010 проходив ремонт багатьох панельних будинків.
У 2013—2014 проведена реконструкція занедбаних німецьких пам'ятників; зокрема, у 2013 реконструйовані меморіали Фрідріха Людвіга Яна і Теодора Кернера. У 2014 — пам'ятники Фрідріха Шиллера і Густава Гейпеля. Тоді ж завершена реконструкція площі Йоганна Гете і відновлений фонтан зі статуєю поета.

## Населення
| Рік  | Чисельність | Чисельність |
| ---- | ----------- | ----------- |
| 1869 | 13 888      | [ 6 ]       |
| 1869 | 9405        | [ 2 ]       |
| 1880 | 13 209      | [ 2 ]       |
| 1880 | 17 589      | [ 6 ]       |
| 1890 | 19 885      | [ 6 ]       |
| 1900 | 23 737      | [ 6 ]       |
| 1910 | 27 772      | [ 6 ]       |
| 1921 | 24 618      | [ 6 ]       |

| Рік  | Чисельність | Чисельність |
| ---- | ----------- | ----------- |
| 1930 | 22 930      | [ 2 ]       |
| 1930 | 28 916      | [ 6 ]       |
| 1950 | 10 784      | [ 2 ]       |
| 1950 | 12 484      | [ 6 ]       |
| 1961 | 11 209      | [ 6 ]       |
| 1970 | 12 843      | [ 6 ]       |
| 1980 | 12 925      | [ 6 ]       |
| 1991 | 12 285      | [ 6 ]       |

| Рік  | Чисельність | Чисельність |
| ---- | ----------- | ----------- |
| 2001 | 12 584      | [ 6 ]       |
| 2011 | 12 643      | [ 6 ]       |
| 2013 | 13 076      | [ 7 ]       |
| 2014 | 13 163      | [ 8 ]       |
| 2016 | 13 190      | [ 9 ]       |
| 2017 | 13 227      | [ 10 ]      |
| 2018 | 13 245      | [ 11 ]      |
| 2019 | 13 210      | [ 12 ]      |

| Рік  | Чисельність | Чисельність |
| ---- | ----------- | ----------- |
| 2020 | 13 182      | [ 13 ]      |
| 2021 | 13 105      | [ 14 ]      |
| 2021 | 12 257      | [ 15 ]      |
| 2022 | 12 483      | [ 16 ]      |
| 2023 | 12 804      | [ 17 ]      |
| 2024 | 12 783      | [ 4 ]       |

| Рік  | Чисельність | Чисельність |
| ---- | ----------- | ----------- |
| 1869 | 13 888      | [ 6 ]       |
| 1869 | 9405        | [ 2 ]       |
| 1880 | 13 209      | [ 2 ]       |
| 1880 | 17 589      | [ 6 ]       |
| 1890 | 19 885      | [ 6 ]       |
| 1900 | 23 737      | [ 6 ]       |
| 1910 | 27 772      | [ 6 ]       |
| 1921 | 24 618      | [ 6 ]       |

| Рік  | Чисельність | Чисельність |
| ---- | ----------- | ----------- |
| 1930 | 22 930      | [ 2 ]       |
| 1930 | 28 916      | [ 6 ]       |
| 1950 | 10 784      | [ 2 ]       |
| 1950 | 12 484      | [ 6 ]       |
| 1961 | 11 209      | [ 6 ]       |
| 1970 | 12 843      | [ 6 ]       |
| 1980 | 12 925      | [ 6 ]       |
| 1991 | 12 285      | [ 6 ]       |

| Рік  | Чисельність | Чисельність |
| ---- | ----------- | ----------- |
| 2001 | 12 584      | [ 6 ]       |
| 2011 | 12 643      | [ 6 ]       |
| 2013 | 13 076      | [ 7 ]       |
| 2014 | 13 163      | [ 8 ]       |
| 2016 | 13 190      | [ 9 ]       |
| 2017 | 13 227      | [ 10 ]      |
| 2018 | 13 245      | [ 11 ]      |
| 2019 | 13 210      | [ 12 ]      |

| Рік  | Чисельність | Чисельність |
| ---- | ----------- | ----------- |
| 2020 | 13 182      | [ 13 ]      |
| 2021 | 13 105      | [ 14 ]      |
| 2021 | 12 257      | [ 15 ]      |
| 2022 | 12 483      | [ 16 ]      |
| 2023 | 12 804      | [ 17 ]      |
| 2024 | 12 783      | [ 4 ]       |

## Пам'ятки
Будівлі
- Ратуша в стилі бароко (1733). У 1814 в ратуші була сильна пожежа, проте в 1816 її повністю відновили. Згодом був надбудований ще один поверх. У XX столітті ратуша пройшла комплексну реконструкцію, потім в ній була бібліотека. З 2003  будівля знову виконує функцію міської ратуші.
- Музей міста Аш був заснований в 1892, зараз він розташований в будівлі на Мікулаській вулиці. У музеї є колекція 25000 пар рукавичок з усієї Європи. Також варто оглянути цінні розп'яття, наявні в музеї.
- Костел святого Миколая — римо-католицький храм 1871.
- Сальва Гурадіа (Salva Guradia) — кам'яний рельєф із зображеннями імператорських символів, що засвідчує факт звільнення міста Аш від повинності розміщення військ. Рельєф знаходиться в Аському музеї.
- Оглядова вежа на пагорбі Гай була побудована в 1902—1903 рр. Архітектор — В. Крейс. Висота вежі 36 м.
- Євангельська церква Святої Трійці була найвідомішою пам'яткою Аша. Церква була побудована в 1747—1749, в будівництві брало участь 2500 чоловік. Житель Аша Густав Гейпель на власні кошти купив для церкви найбільший у Західній Чехії орган. Церква згоріла дотла при реконструкції в 1960. У 2003 на місці церкви було організоване пам'ятне місце.

Пам'ятники та меморіали
- Пам'ятник Гете зведений в 1932 на однойменній площі. Архітектор — Йоханнес Ватзал.
- Пам'ятник Мартіну Лютеру датується 1883.  Архітектор пам'ятника — Й. Рьоснер.
- Меморіал жертвам Першої світової війни розташований на Аському кладовищі. Це обеліск на постаменті.
- Меморіал жертвам Другої світової війни знаходиться там же і також по суті є обеліском.
- Меморіал радянським воїнам, що допомагали звільняти прикордонні зони біля Аша.
- Меморіал Бенешу знаходиться на Окружній вулиці, перед будівлею початкової школи.
- Меморіал пам'яті звільнення Аша американськими військами стоїть на межі площі Масарика і Парку миру.
- Пам'ятник Гейпелю. Густав Гейпель був міщанином довоєнного Аша, промисловцем і меценатом, що подарував місту великі земельні території і жертвував кошти. Пам'ятник відкритий в 1924 на Окружній вулиці.
- Пам'ятник Кьорнеру знаходиться в парку біля Оглядової вежі. Це промисловець Аша, який жив в місті до війни.
- Пам'ятник Яну знаходиться також в парку біля Оглядової вежі. Це спортсмен, який жив в місті до війни.

## Галерея

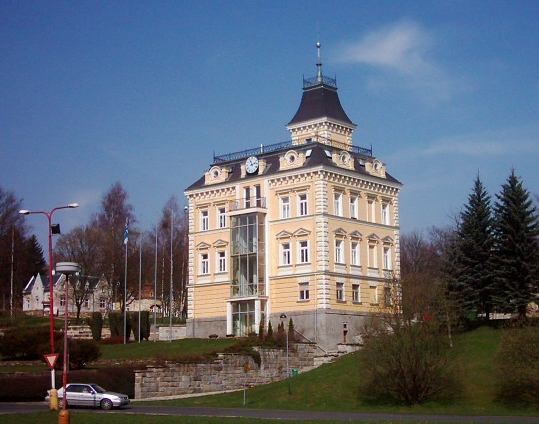
Ратуша
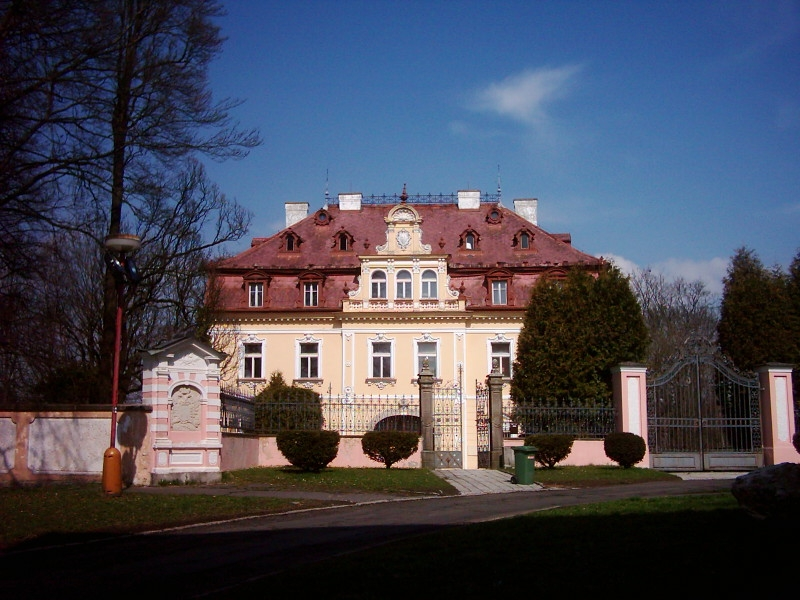
Музей
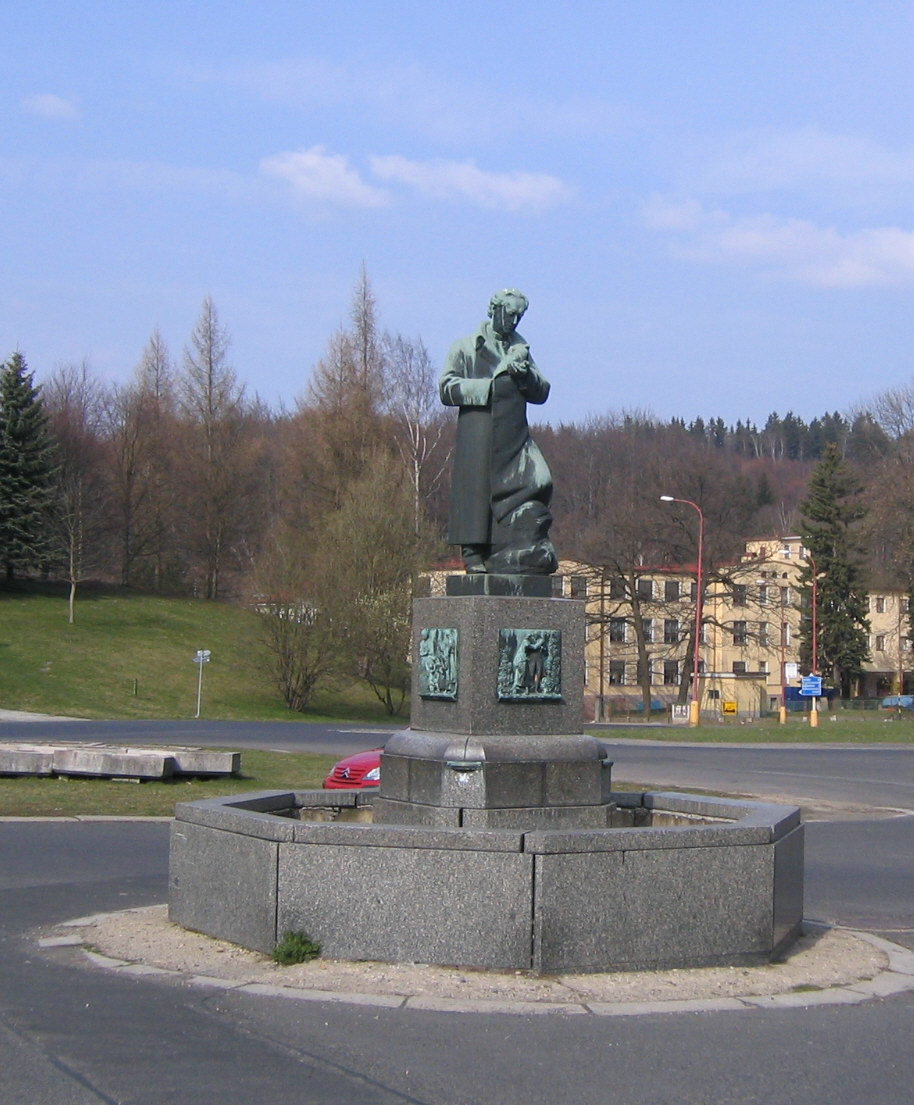
Пам'ятник Гете
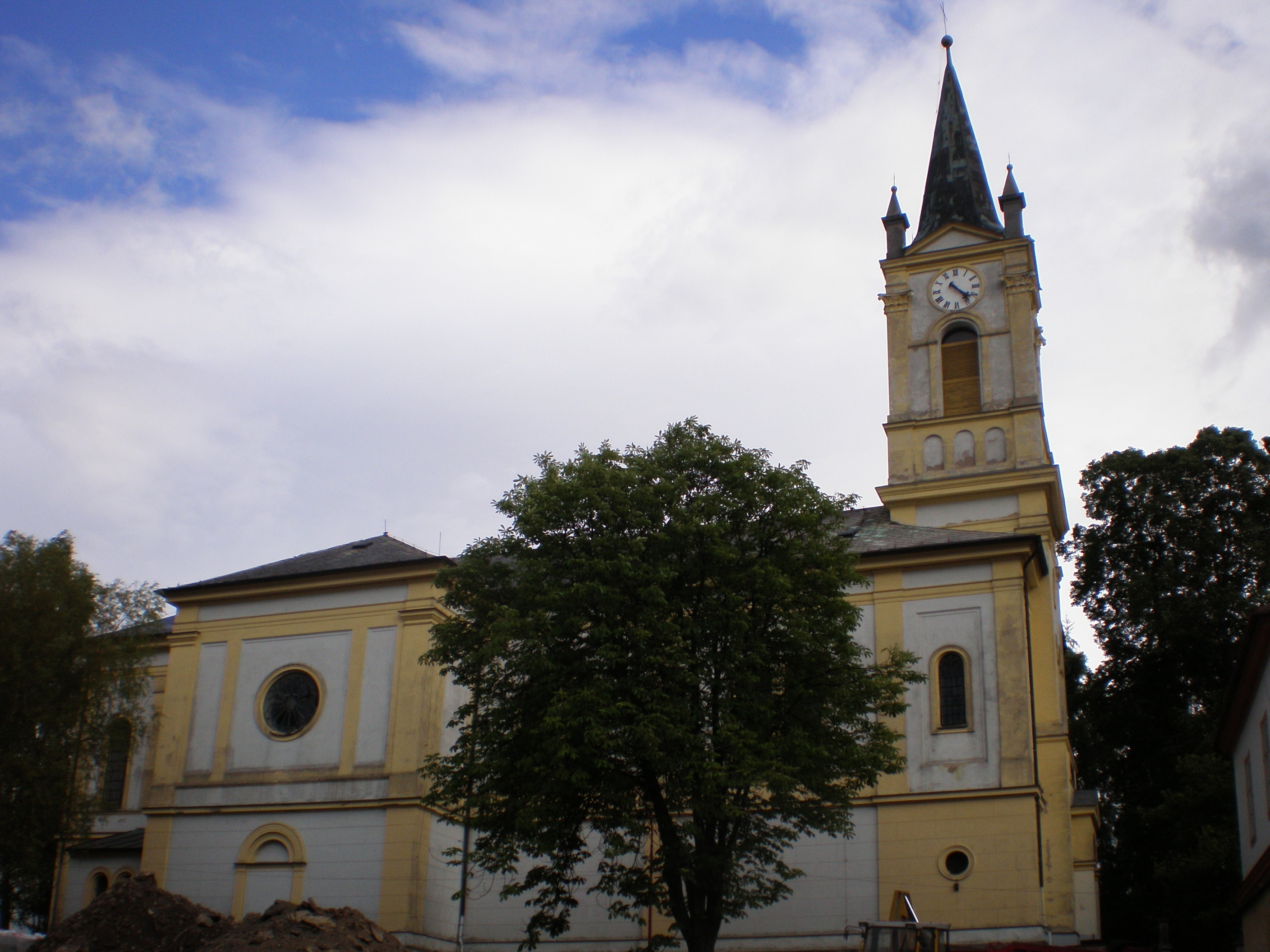
Костел Святого Миколая
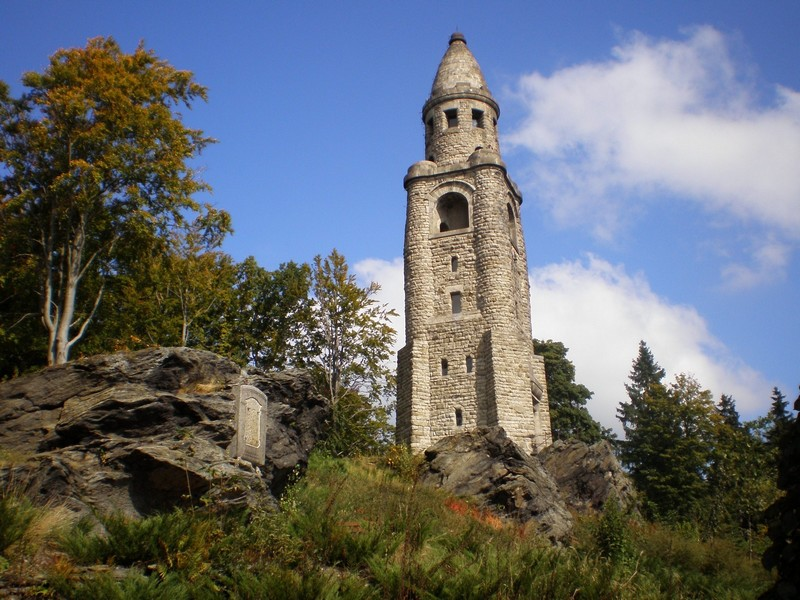
Оглядова вежа
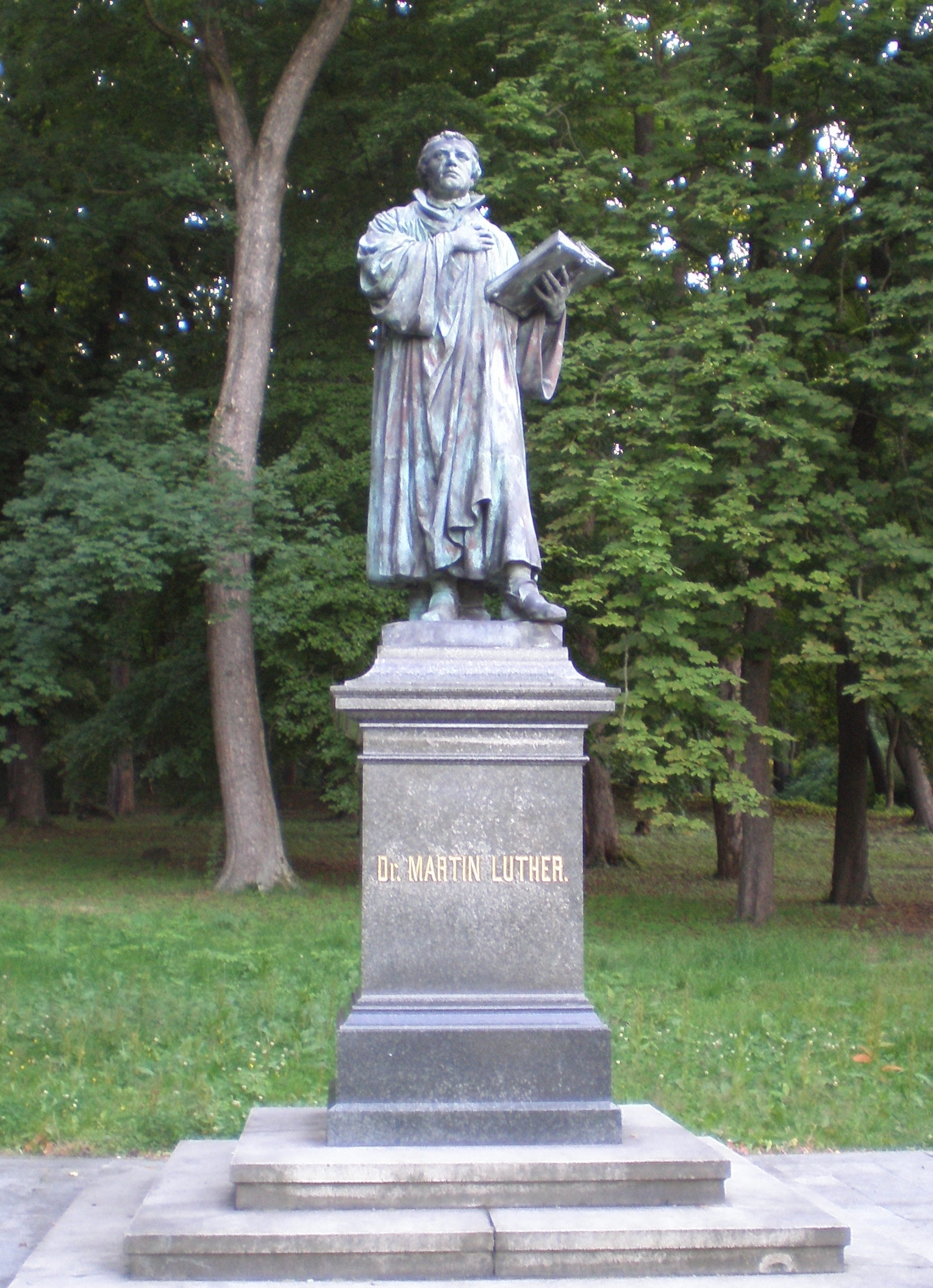
Пам'ятник Мартіну Лютеру

## Міста-побратими
- Плауен, Німеччина